# آزار و اذیت بزرگ ضد بودایی

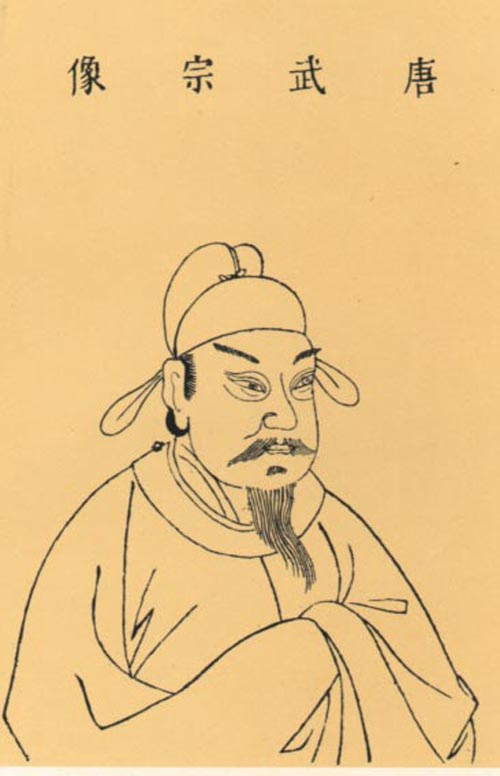
امپراتور ووزونگ تانگ (لی چان) از دودمان تانگ

آزار و اذیت بزرگ ضد بودایی (انگلیسی: Huichang persecution of Buddhism) توسط امپراتور ووزونگ تانگ (لی چان) از دودمان تانگ در «دوران هویچنگ» (۸۴۱–۸۴۵) آغاز شد. از جمله اهداف آن تخصیص بودجه جنگ و پاکسازی تانگ چین از نفوذ خارجی بود. به این ترتیب، آزار و اذیت نه تنها نسبت به بودیسم بلکه به ادیان دیگر، مانند دین زرتشتی (دین در چین)، مسیحیت نسطوری (کلیسای شرق در چین) و مانوی چینی نیز انجام شد.

## دلیل
دلایل اقتصادی، اجتماعی و مذهبی امپراتور ووزونگ تانگ برای آزار و اذیت سازمان‌ها و معابد بودایی در سراسر چین به شرح زیر بود:
- دلایل اقتصادی: در سال ۸۴۳، ارتش امپراتوری در نبردی سرنوشت ساز با قبایل خاقانات اویغور به قیمت تقریباً ورشکستگی ملی کشور پیروز شدند. راه حل ووزونگ برای بحران مالی این بود که به دنبال ثروتی بود که در صومعه‌های بودایی انباشته شده بود. بودیسم در دوره تانگ بسیار شکوفا شده بود و صومعه‌های آن از وضعیت معافیت مالیاتی برخوردار بودند. در سال ۸۴۵، ووزونگ بسیاری از زیارتگاه‌های بودایی را بست، اموال آنها را مصادره کرد و راهبان و راهبه‌ها را به خانه‌های عریق فرستاد.
- دلایل اجتماعی: روشنفکران کنفوسیوسی مانند هان یو علیه بودیسم به دلیل تضعیف ساختار اجتماعی چین انتقاد کردند. آنها ادعا می‌کردند که با تشویق مردم به ترک خانواده و راهب شدن و راهبه شدن، وفاداری پسر به پدر و تابع حاکم را از بین می‌برد. پس از تعیین تکلیف، آنان از فعالیت اقتصادی مانند کشاورزی و بافندگی دست می‌کشیدند و با حمایت دیگران زندگی می‌کردند. این آزار و اذیت به دنبال بازگرداندن راهبان و راهبه‌ها به صفوف مردم عادی مالیات‌دهنده بود که در فعالیت‌های اقتصادی مفیدتر تلقی می‌شدند.[۱] علاوه بر این، رهبانیت وام، مغازه گروبرداری و استخدام از طریق برده‌داری را ذاتاً استثمار فقرا می‌دانستند، با فرمانی در سال ۷۱۳ می‌گویند: ا«دعا می‌شود که هدف از این سخاوت، رفع فقر و به خاطر یتیمان است. اما در واقع چیزی جز افراط و تقلب نیست. این یک تجارت قانونی نیست.»[۲]
- "دلایل مذهبی": در حالی که امپراتور ووزونگ تانگ بودیسم را به عنوان یک دین بیگانه می‌دید که برای جامعه چین مضر است، او پیرو غیور تائوئیسم، یک ایمان بومی چین شد. بودیسم دستیابی به عدم تولد یا نیروانا (آیین بودا) را موعظه می‌کرد، که منتقدانش آن را برابر با مرگ می‌دانستند، در حالی که تائوئیسم نوید جاودانگی را می‌داد، تصوری که با بزرگتر شدن امپراتور به‌طور فزاینده ای توجه امپراتور را به خود جلب می‌کرد.[۳]

پس از آغاز فرمان امپراتوری سال ۸۴۵ موردی را علیه بودیسم به شرح زیر بیان کرد:
صومعه‌های بودایی هر روز بیشتر می‌شدند. نیروی مردانه در کار با گچ و چوب مصرف می‌شدند. روابط امپراتوری و خانوادگی به دلیل اطاعت از حق‌الزحمه ای که راهبان می‌دهند کنار گذاشته شده بود. رابطه زناشویی با محدودیت‌های زاهدانه مخالف بود. ویران کننده قانون، زیان بار برای بشر، هیچ چیز بدتر از این نیست. علاوه بر این، اگر یک نفر شخم نزند، دیگران احساس گرسنگی می‌کنند. اگر یک زن از کرم ابریشم مراقبت نکند، دیگران احساس سرما می‌کنند. اکنون در امپراتوری راهبان و راهبه‌های بی شماری وجود دارند. همه به دیگران وابسته اند که شخم بزنند تا آنها بخورند، به دیگران متکی هستند که ابریشم پرورش دهند تا آنها بتوانند خود را گرم کنند. صومعه‌ها و پناهگاه‌ها (خانه‌های مرتاضان) فراتر از محاسبه است.
آنها تزئینات زیبا دارند؛ برای خود کاخ‌هایی را به عنوان مسکن می‌گیرند… ما این بیماری دیرینه را تا ریشه‌هایش سرکوب خواهیم کرد… در تمام امپراتوری، بیش از چهار هزار و ششصد صومعه و معبد ویران شده‌است، دویست و شصت هزار پانصد راهب و راهبه، هر دو (زن و مرد) به دنیا بازمی‌گردند تا به عنوان خانه‌دار مالیات‌دهنده پذیرفته شوند. پناهگاه‌ها و آرامگاه‌هایی که ویران شده‌اند بیش از چهل هزار است. استفاده از زمین‌های حاصلخیز درجه یک را از سر می‌گیریم، چند ده میلیون چینگ (۱ چینگ ۱۵٫۱۳ هکتار است). ما به عنوان خانوارهای زن و مرد، صد و پنجاه هزار رعیت مالیات می‌پردازیم. بیگانگانی که بر راهبان و راهبه‌ها صلاحیت دارند به وضوح نشان می‌دهند که این یک دین بیگانه است.
داقین (سوری) و مو-هو-فو (نام دین زرتشتی در دودمان تانگ) بیش از سه هزار راهبان مجبورند به دنیا بازگردند، مبادا مردم را گمراه کنند. آداب و رسوم چین با یک حکومت ساده و منظم به یکپارچگی آداب خود دست خواهیم یافت تا در آینده همه جوانان ما با هم به فرهنگ سلطنتی بازگردند. ما اکنون این اصلاحات را آغاز می‌کنیم. ما نمی‌دانیم چقدر طول می‌کشد.

## رویدادهای آزار و اذیت
مرحله اول آزار و اذیت به جای پایان دادن به آن، با هدف پاکسازی یا اصلاح تشکیلات بودایی بود؛ بنابراین، آزار و شکنجه در سال ۸۴۲ با فرمان امپراتوری آغاز شد که اعلام می‌کرد افراد نامطلوب مانند جادوگران یا محکومان از صفوف راهبان و راهبه‌های بودایی جدا می‌شوند و به زندگی عادی بازمی‌گردند. علاوه بر این، راهبان و راهبه‌ها باید دارایی خود را به دولت تسلیم می‌کردند. کسانی که مایل به حفظ ثروت خود بودند، به زندگی عادی بازگردانده می‌شدند و مجبور به پرداخت مالیات می‌شدند. جامعه از نفوذ و اعمال بودایی غالب بود.
اما به تدریج امپراتور ووزونگ تحت تأثیر ادعاهای برخی تائوئیست‌ها قرار گرفت و نسبت به بودیسم بیزاری شدیدی پیدا کرد. راهب ژاپنی انین، که در طول آزار و اذیت در چین زندگی می‌کرد، حتی پیشنهاد کرد که امپراتور تحت تأثیر عشق غیرقانونی خود به یک شاهزاده خانم زیبای تائوئیست قرار گرفته‌است. با گذشت زمان، امپراتور در قضاوت‌های خود خشمگین تر شد. یکی از فرمان‌های او استفاده از فرغون تک چرخ را ممنوع می‌کرد، زیرا آنها «وسط راه» را که یک مفهوم مهم تائوئیسم است، را می‌شکنند.
در سال ۸۴۴، آزار و شکنجه به مرحله دوم رفت که هدف آن حذف کلی بودیسم بود، نه اصلاح آیین بودا بود. در آن زمان ۴۶۰۰ صومعه، ۴۰۰۰۰ آرامگاه و ۲۶۰۵۰۰ راهب و راهبه وجود داشت. امپراتور فرمان‌هایی صادر کرد که معابد و زیارتگاه‌های بودایی ویران شوند، همه راهبان (مطلوب و نامطلوب) از کار خلع شوند، اموال صومعه‌ها مصادره شود، و وسایل بودایی نابود شوند. با فرمان سال ۸۴۵ پس از میلاد، تمام صومعه‌ها، به استثنای بسیار اندک، با تمام تصاویر برنز، نقره یا طلا به دولت واگذار شدند.
در سال ۸۴۶، امپراتور ووزونگ درگذشت، شاید به دلیل اکسیرهای زندگی که مصرف کرده بود (اگرچه ممکن است عمداً مسموم شده باشد). اندکی پس از مرگ او، جانشین او عفو عمومی را اعلام کرد و به آزار و اذیت پایان داد.